# Джідду Крішнамурті
Джідду Крішнамурті (англ. Jiddu Krishnamurti, тел. జిడ్డు కృష్ణ మూర్తి; нар.12 травня 1895 р., Британська Індія — пом.17 лютого 1986 р., США) — відомий оратор, мислитель, письменник. Постійно наголошував на необхідності психічної революції, яка не може прийти ззовні, а лише зсередини.

## Життєпис
Джідду Крішнамурті народився у колоніальній Індії в вегетаріанській брахманській родині, що говорила на діалекті телугу. У ранній юності, коли його сім'я мешкала в місті Мадрасі у сусідстві зі штаб-квартирою Теософського товариства, його помітив відомий окультист і високопосадовець теософів Чарльз Вебстер Ледбітер. Ледбітер і Анні Безант, лідери Теософського товариства, взяли його під свою опіку та тривалий час виховували, вірячи в те, що Джідду Крішнамурті — той самий очікуваний ними «Світовий Вчитель». Згодом Крішнамурті втратив віру в теософію і ліквідував організацію, створену для його підтримки «Орден Зірки Сходу» (англ. Order of the Star in the East).
Джідду Крішнамурті заперечував приналежність до якої-небудь національності, касти, релігії або філософії і провів своє життя в подорожах світом як незалежний, самостійний оратор, виступаючи перед великими і малими групами, так само як і перед зацікавленими окремими людьми. Крішнамурті написав декілька книг, найвідоміші серед них — «Перша й остання свобода» (англ. The first and the Last Freedom), «Тільки Революція» (англ. The Only Revolution), «Записники» (англ. Krishnamurti's Notebook). Крім того, видано велику кількість зборів його бесід і роздумів. Останній публічний виступ Крішнамурті відбувся в січні 1986 року в Мадрасі.
Джідду Крішнамурті системи поглядів після себе не залишив. Але основними, центральними проблемами, які він обговорював із слухачами, і намагався їх вирішити, були наступні:
— дуальність, протистояння, породжені думкою; — природа думки та егоїзму; — Я — це світ, і світ — це Я; — факти, або те, що є; — фрагментація повсякдення; — цілісність остаточної реальності.
Джідду Крішнамурті наголошував на тому, що необхідно розуміти та безпосередньо досліджувати факти, тоді думка не буде впливати на наші дії і, тим самим, привносити, поділ між тим, що є і тим, що повинно бути. Факти об'єднують, а думки — роз'єднують. Тому не треба вважати думки людей фактами. Факти просто є, а думки змінюються. Таку позицію Крішнамурті можна назвати позитивістською, але він далекий від того, щоб розуміти факт так само як Огюст Конт, засновник позитивізму в XIX ст.. Для  Конта факт — це те, що можна науково довести та обґрунтувати, але для Крішнамурті факт не є предметом віри, раціонального вимірювання чи доведення; факт бачить (розуміє) безпосередньо незатьмарений думками розум. Щоб досягнути такого стану, необхідно осягнути себе за допомогою медитації. Медитація розпочинається із спостереження за життям, і поступово в процесі такого спостереження зникає той, хто спостерігає. Тоді з'являється бачення цілого життя, а не лише якогось його фрагменту. Тоді життя стає постійною медитацією, яка приносить велику радість та енергію, бо навчилися дивитися на все (дерево, небо, іншу людину, пташку тощо) без жодного «Я», без жодного поділу на «Я» і світ. Є лише факт дива, факт свіжого сприйняття свідомістю без її змісту (думок, образів, уявлень, понять, упереджень тощо). В цьому полягає і сенс освіти. Освіта повинна навчати медитації, спостереженню, а не давати готове знання, яке завжди є минулим, відомим. Саме відоме перешкоджає людині бачити те, що є. Відоме, тобто минулий досвід, минуле знання, формує «Я». В процесі навчання медитації це «Я» поступово зникає, і людині відкривається ціле (поле) життя.
Прихильники Джідду Крішнамурті створили некомерційні організації в Індії, Англії та США незалежні школи. Триває переклад і поширення тисяч його виступів, публічних розмірковувань, записів у різних форматах — друкованому вигляді, у вигляді аудіо-та відеозаписів, в онлайн-ресурсах на багатьох мовах.
Мері Латьєнс, автор кількох книг про Джідду Крішнамурті, котра знала його з дитинства, так визначає головну мету його вчення: «Звільнити людей із пут, що відокремлюють одну людину від іншої, таких як раса, релігія, національність, поділ на класи, традиції, щоб за допомогою цього трансформувати людську психіку».

### Українською
- Дж. Крішнамурті. Початки навчання / Крішнамурті Джідду; пер. з англ.: Ігор Карівець, Ірина Карівець. — Львів: Аверс, 2008. — 212 с.
- Дж. Крішнамурті. Свобода від відомого. Перша й остання свобода / Крішнамурті Джідду; пер. з англ., передмова, примітки Ігоря Карівця, літературне редагування та коректура Ірини Карівець. — Львів: ЗУКЦ, 2012. — 192 с. — (Серія «Логос Традиції»)

### Російською
Книги Джідду Крішнамурті — це зібрання його висловлювань, стенограми його виступів або бесід з слухачами та окремими особистостями. Також побачили світ деякі з його щоденників. Нижче наведено список робіт Крішнамурті, перекладених російською мовою.
- Записные книжки.
- Немедленно измениться.
- Свобода от известного (М.: София, 1991 р. — 88 с. — ISBN 5-7663-0521-2).
- Первая и последняя свобода (Нижний Новгород: Деком, 2006. — 252 с. — (Эра Водолея). — ISBN 5-89533-131-9).
- Вне насилия (М.: София, 2004. — 272 с. — ISBN 5-9550-0415-7).
- Единственная Революция (М.: Разум, 1997. — 224 с. — ISBN 5-87488-008-9).
- О самом важном. Беседы Дж. Кришнамурти с Дэвидом Бомом.
- Беседы с Кришнамурти: Избранное (Ростов на Дону: Феникс, 2006. — 400 с. — (Путь мастера). — ISBN 5-222-08964-9)
- Комментарии к жизни. Из заметок Дж. Кришнамурти. Кн. 1. (Ростов н/Д :: Феникс, 2005. — 493 с. — (Путь мастера). — ISBN 5-222-07233-9)
- Комментарии к жизни. Из заметок Дж. Кришнамурти. Кн. 2. (Ростов н/Д :: Феникс, 2005. — 485 с. — (Путь мастера). — ISBN 5-222-07369-6)
- Комментарии к жизни. Из заметок Дж. Кришнамурти. Кн. 3. (Ростов н/Д :: Феникс, 2006. — 691 с. — (Путь мастера). — ISBN 5-222-07622-9)
- Бомбейские беседы.
- У ног Учителя (М.: Сфера, 2008. — 107 с. — (Слово Учителя). — ISBN 978-5-91269-031-0).
- Начало познания (M.:Профит-Стайл, 2006. — 272 с. — ISBN 5-98857-034-8).

### Англійською
Основні джерела, використані в перекладі даної статті з англомовної версії. Повніший список робіт про життя і філософії Крішнамурті знаходиться на англійській Вікіпедії Works on Krishnamurti.
- Pupul Jayakar,Krishnamurti: A Biography, 1986, San Francisco, Harper & Row: ISBN 0-06-250401-0. Офіційна біограф Крішнамурті.
- Mary Lutyens,Krishnamurti: The Years of Awakening, 1975, London, John Murray: ISBN 0-7195-3229-9, Farrar Straus & Giroux: ISBN 0-374-18222-1, Discus reprint, 1983: ISBN 0-380-00734-7, Shambhala reprint, 1997: ISBN 1-57062-288-4. Також офіційна біограф. Перший том біографії, що описує життя Крішнамурті від народження в 1895 році до 1933 року.
- Mary Lutyens,Krishnamurti: The Years of Fulfilment, 1983, London, John Murray: ISBN 0-7195-3979-X, Farrar, Straus & Giroux: ISBN 0-374-18224-8, Krishnamurti Foundation Trust, 2003: ISBN 0-900506-20-2. Другий том біографії Крішнамурті, що описує року з 1933 по 1980.
- Mary Lutyens,Krishnamurti: The Open Door, 1988, London, John Murray: ISBN 0-7195-4534-X, Krishnamurti Foundation Trust, 2003: ISBN 0-900506-21-0. Третій том біографії, що описує період з 1986 року по смерть Крішнамурті в 1986 році.
- Mary Lutyens,The Life and Death of Krishnamurti, 1990, London, John Murray: ISBN 0-7195-4749-0, Krishnamurti Foundation Trust, 2003: ISBN 0-900506-22-9. Also published as Krishnamurti: His Life and Death, 1991, St Martins Press: ISBN 0-312-05455-6. Скорочена біографія Крішнамурті на основі повнішого тритомного видання (див. вище).
- Star In The East: Krishnamurti: The Invention of a Messiah — Roland Vernon, 2001, Palgrave hardcover: ISBN 0-312-23825-8, Sentient Publications, 2002: ISBN 0-9710786-8-8 .
- Jiddu Krishnamurti: World Philosopher 1895—1986 — C. V. Williams, 2004, Motilal Banarsidass hardcover: ISBN 81-208-2032-0.
- Lives in the Shadow with J. Krishnamurti- Radha Rajagopal Sloss, 1991, London, Bloomsbury: No ISBN, Reading, Addison-Wesley hardcover, 1993: ISBN 0-201-63211-X.
- Krishnamurti and the Rajagopals — Mary Lutyens, 1996, Krishnamurti Foundation of America: ISBN 1-888004-08-8.